# Rue Paul-Abadie
La rue Paul-Abadie est une voie du 18e arrondissement de Paris, en France.

## Situation et accès
La rue Paul-Abadie est une voie publique située dans le 18e arrondissement de Paris. Elle débute au 4, rue de la Moskova et se termine au 9, rue Angélique-Compoint.

## Origine du nom

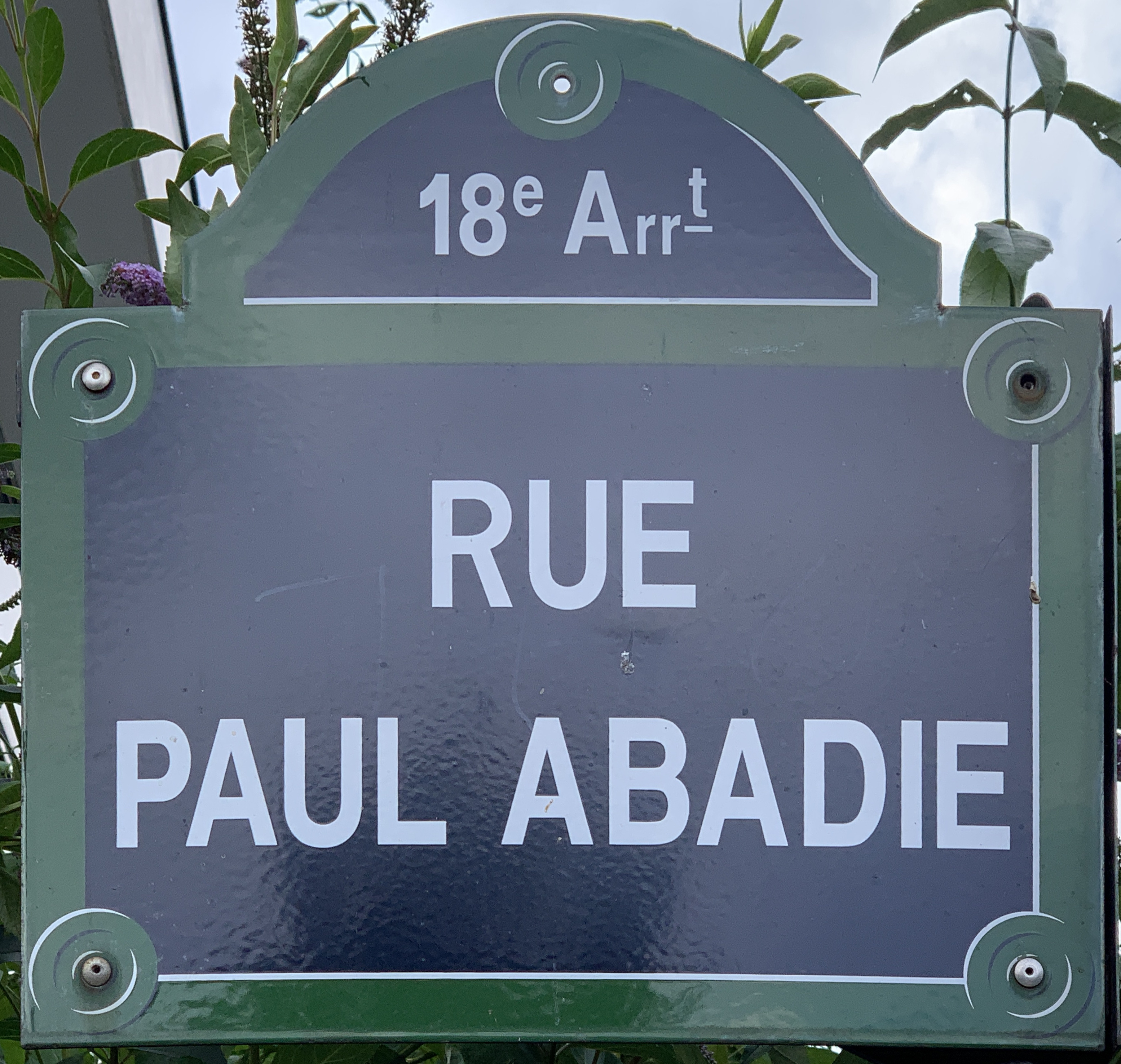
Plaque de la rue.

Elle porte le nom de l'architecte de la basilique du Sacré-Cœur de Montmartre, Paul Abadie (1812-1884). 

## Historique
La voie est créée dans le cadre de l'aménagement de la ZAC Moskowa sous le nom provisoire de « voie BZ/18 » et prend sa dénomination actuelle par arrêté municipal du 30 janvier 2001.

## Environnement
La rue Paul Abadie a un accès au Square Maria-Vérone.
L'école Paul Abadie se situe au numéro 1, l'architecte est Frédéric Borel.